# Syndicat professionnel

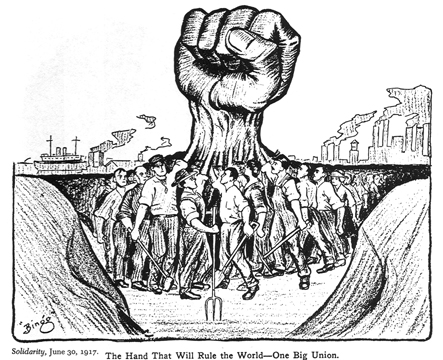
The hand that will rule the world, dessin paru le 30 juin 1917 dans Solidarity, journal du syndicat international Industrial Workers of the World.

Un syndicat professionnel est une organisation professionnelle ou catégorielle à caractère privé qui a pour but d'« assurer la défense des intérêts matériels et moraux de ses membres ». Dans les pays démocratiques, ces organisations sont indépendantes de l'État (mais reconnues par celui-ci) et régies par un ensemble de lois qui précisent leur statut, les modalités, les garanties et les limites de leur exercice. Ce type d'organisation peut regrouper des salariés (syndicat de salariés) ou des membres du patronat (organisation patronale).
Les revendications des syndicats de salariés portent principalement sur les salaires et les conditions de travail (on parle de « progrès social »), et, lors de restructurations au sein des entreprises, qui peuvent conduire à des licenciements, sur le maintien d'emplois ou l'obtention d'indemnités de licenciement plus élevées.
À ce but économique s'agrège souvent « une action politique visant à la modification des institutions et des structures économico-politiques ou socio-économiques existantes », voire pour certains syndicats à leur destruction (voir syndicalisme-révolutionnaire et syndicalisme de lutte).
Certains syndicats, notamment ceux du secteur public, défendent, en parallèle de leurs acquis sociaux, leur vision des services publics, que ce soit sur leurs qualités (par exemple, une bonne couverture du territoire en transports collectifs, ou accès à tous à l'électricité) ou sur leur extension au sein de la société (par exemple en France, opposition à la privatisation d'EDF).

## Dimension internationale du mouvement syndical
- Si vous ne connaissez pas le sujet, laissez ce bandeau (vous pouvez alors contacter les auteurs).
- Si vous supprimez le contenu mis en cause (vous pouvez préalablement contacter les auteurs),

argumentez précisément cette suppression dans la page de discussion
(un manque de référence n'est pas un argument ; une recherche réelle de référence doit avoir été effectuée, être formellement documentée).
En ce qui concerne l'histoire, la France est un cas particulier : la révolution française l'ayant rendu illégal par les lois Le Chapelier, c'est la clandestinité qui a longtemps prévalu.
Alors que dans certains pays la syndicalisation est le moyen usuel d'avoir accès à une protection sociale renforcée (mutuelle complémentaire de santé, etc.), en France ces prestations complémentaires ont un caractère souvent obligatoire via des accords d'Entreprise, dans d'autres elles relèvent d'une démarche entièrement volontaire et personnelle auprès de sociétés d'assurance ou de mutuelles (assimilables ou non à des syndicats). Toute comparaison de données brutes serait fallacieuse en conséquence.
Par ailleurs, alors que dans des pays tels que l'Allemagne notamment, les accords syndicaux ne profitent qu'aux seuls adhérents des syndicats signataires, dans la législation française (Code du Travail) n'importe quel salarié en est bénéficiaire.
De manière plus générale, la définition des prérogatives syndicales est très variable d'une législation nationale à une autre. Pour pouvoir faire des comparaisons pertinentes il faudrait dans certains pays ne retenir que les syndicats ayant un même objet de défense (le travail, le salariat, catégorie socio-professionnelle, protection sociale, etc.) ou au contraire, dans d'autres pays, y rajouter des formes associatives non qualifiées de syndicats sur leur territoire (exemple France), alors qu'elles seraient assimilées comme telles dans bien d'autres n'ayant pas l'équivalent des lois de 1901 en France.

### Syndicats salariés internationaux
Au niveau mondial, les deux principaux regroupements de syndicats sont la Fédération syndicale mondiale (FSM) et la Confédération syndicale internationale (CSI), qui résulte de la fusion en 2006 de la CISL (Confédération internationale des syndicats libres) et de la CMT (Confédération mondiale du travail). Il existe également des fédérations internationales par secteur professionnel (UNI global union par exemple).
Au niveau européen existe la Confédération européenne des syndicats ainsi que la Confédération européenne des syndicats indépendants (CESI).

## Syndicats en Europe

### Allemagne
En 2012, le taux de syndicalisation de l'Allemagne est de 18,3 %, soit légèrement plus que le taux moyen des pays de l'Organisation de coopération et de développement économiques (OCDE), qui est de 17,2 %.
- IG Metall
- Vereinte Dienstleistungsgewerkschaft (Ver.di)

### Belgique
En 2012, le taux de syndicalisation de la Belgique est de 55 %, soit l'un des pays de l'OCDE le plus syndicalisé (taux moyen OCDE 17,2 %).
Note : en Belgique, le terme « syndicat » n'est pas couramment utilisé pour désigner les organisations patronales ou étudiantes.

#### Patronat
- Fédération des entreprises de Belgique (FEB)
- Union des classes moyennes (UCM)
- Unie van Zelfstandige Ondernemers (UNIZO)
- Union des entreprises à profit social (UNISOC)
- Maison des Indépendants (MDI)

#### Syndicats de travailleurs
- Confédération des syndicats chrétiens, ou CSC (ACV en néerlandais)
- Fédération générale du travail de Belgique, ou FGTB (ABVV en néerlandais)
- Centrale générale des syndicats libéraux de Belgique, ou CGSLB (ACLVB en néerlandais)
- Confédération nationale du travail de Belgique, ou CNT (NCA en néerlandais)
- Groupe d'étude et de reforme de la fonction administrative (Gerfa) (organisation syndicale agréée défendant les fonctionnaires d'expression francophone)
- Confédération nationale des cadres, ou CNC (NCK en néerlandais).

#### Corporatifs
- Boerenbond (syndicat paysan flamand, historiquement très proche des sociaux-chrétiens flamands, aujourd'hui Christen-Democratisch en Vlaams (CD&V))
- ABSyM (Association Belge des Syndicats Médicaux, syndicat des médecins)

### France
Les syndicats sont autorisés en France depuis la loi du 21 mars 1884 de Waldeck-Rousseau.
En France, un syndicat professionnel (salarié, patronal ou catégoriel sauf étudiant) est une forme particulière d'association, régie par le livre Ier de la deuxième partie (article L. 2111-1 et suivants) du code du travail français.
Il est important de préciser qu'un syndicat ne peut réunir que des personnes qui exercent le même métier, une activité connexe ou similaire. En outre, le syndicat ne peut représenter ces membres que dans un contexte professionnel. Si ce n'est pas le cas, il s'agit d'une simple association et non d'un syndicat.
Néanmoins, contrairement aux syndicats de salariés, les syndicats patronaux peuvent également être constitués sous la forme d'une association selon la loi de 1901.
Le taux de syndicalisation en France est très bas en comparaison avec d'autres pays. En 2012, avec un taux de syndicalisation de 7,7 %, la France est le troisième pays le moins syndicalisé de l'OCDE, et le dernier au niveau de l'Union européenne (8 %).

#### Groupements patronaux
De nombreuses organisations patronales existent en France : UPA, UNAPL, MEDEF, CIDUNATI, CGPME, CEDI, FNSEA, SNELAC, GOEES, FNMNS…
Elles interviennent dans les domaines de droit du travail, expriment leur avis sur des choix de société et de politique économique, et participent aux négociations salariales.

#### Syndicats de salariés

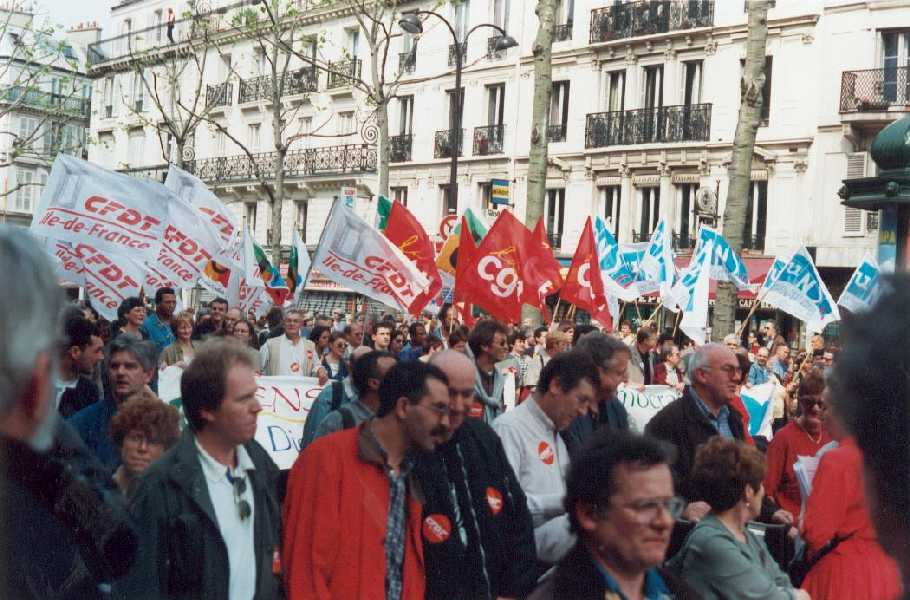
Principaux syndicats français défilant le 1er mai

Depuis un arrêté de 1966, cinq confédérations ou union de syndicats de salariés (CGT, CFDT, FO, CFTC et CFE-CGC) ont été reconnues représentatives, sur la base de cinq critères fixés en 1950 (indépendance, effectifs, cotisations, ancienneté du syndicat et « attitude patriotique pendant l'Occupation »). La loi du 20 août 2008 a modifié les conditions d'accès à la qualité de syndicat représentatif (art. L. 2121-1 du Code du travail) et mettra fin à la présomption de représentativité, qui était conférée aux syndicats affiliés à l'une des cinq confédérations syndicales reconnues comme représentatives.
Les syndicats dits « représentatifs » disposent de pouvoirs plus étendus que les autres. Avant l'entrée en vigueur de la loi du 20 août 2008, ils disposaient de cinq prérogatives essentielles, à l'intérieur de l'entreprise. Depuis la loi, seules trois d'entre elles continuent à être attachées à la qualité de syndicats représentatifs, seuls ces syndicats sont habilités à :
1. négocier et conclure des accords collectifs d'entreprise à travers leurs délégués syndicaux (exception en cas d'absence de délégués syndicaux)
2. à désigner les dits délégués syndicaux
3. dans le cas particulier des services publics, à déclencher les grèves.

Sur un point de vue externe de l'entreprise, les syndicats représentatifs sont seuls à pouvoir négocier et conclure des conventions collectives de branche et au niveau national interprofessionnel. Ils sont également seuls à pouvoir agir en substitution d'un préjudice individuel d'un salarié, etc.

### Italie
En 2012, le taux de syndicalisation de l'Italie est de 36,9 %, soit plus de deux fois plus que la moyenne des pays l'OCDE (17,2 %).
- Confederazione Generale Italiana del Lavoro (CGIL), syndicat majoritaire en Italie

### Pologne
En 2012, le taux de syndicalisation de la Pologne est de 12,7 % (moyenne des pays l'OCDE 17,2 %).
- Solidarność (« solidarité » en polonais), syndicat historique en Pologne.

### Royaume-Uni

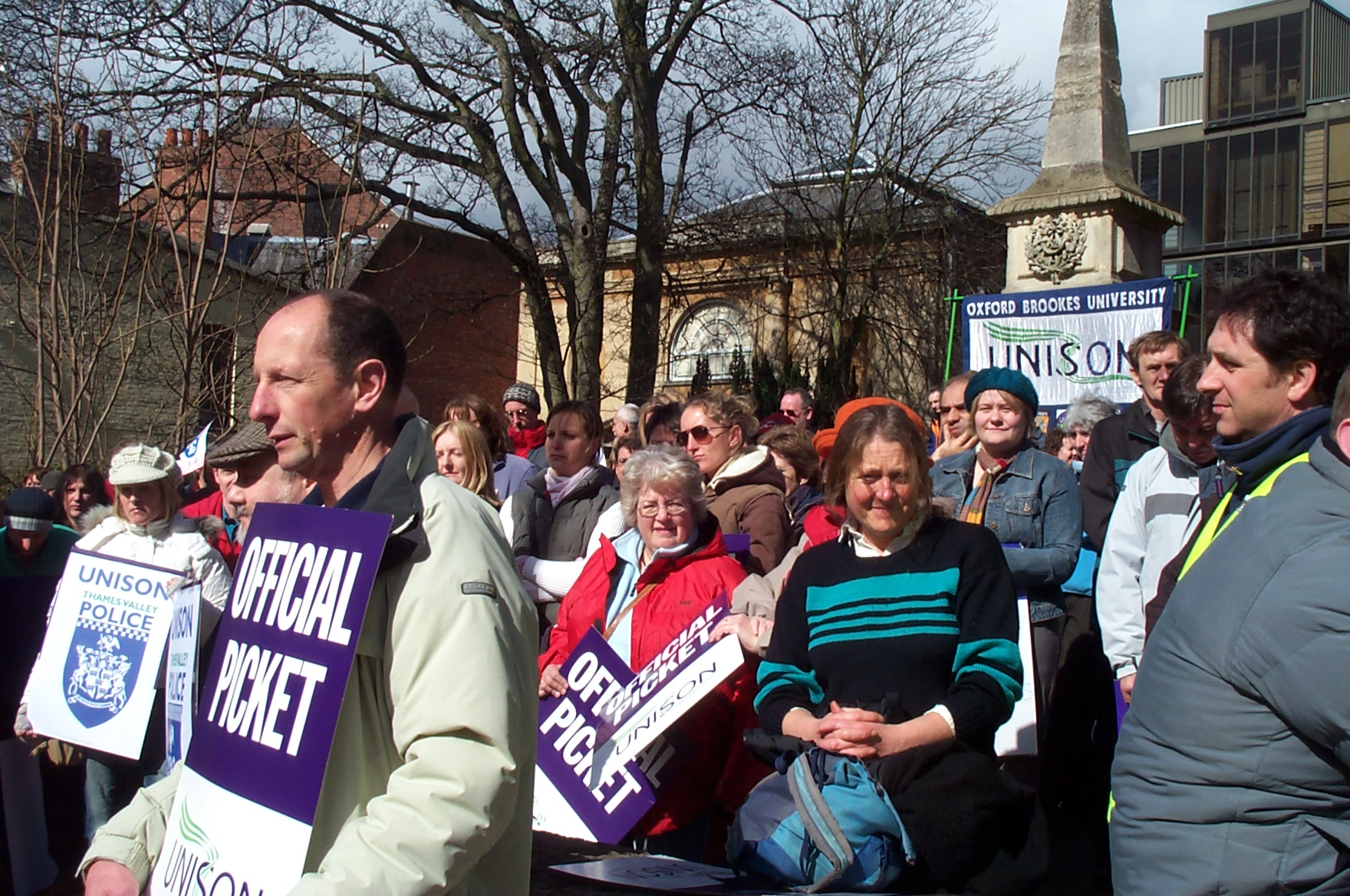
Manifestation d'UNISON

En 2012, le taux de syndicalisation du Royaume-Uni est de 26 % (moyenne des pays l'OCDE 17,2 %) :
- Trades Union Congress (TUC) ;
- UNISON.

### Suisse
En 2012, le taux de syndicalisation de la Suisse était de 16 %, soit légèrement moins que la moyenne des pays de l'OCDE (17 %). En 1999, ce taux était de 21 %.
Il existe deux centrales syndicales en Suisse : l'une est de tendance social-démocrate, l'Union syndicale suisse (USS), l'autre est héritière des syndicats chrétiens, Travail.Suisse.
En Suisse, la tendance est à la constitution de syndicats interprofessionnels, comme Unia, Syna ou le Syndicat interprofessionnel de travailleuses et travailleurs (SIT) à Genève.

### URSS
En Union soviétique, les syndicats sont considérés comme des organes auxiliaires, sans réelles prérogatives, totalement soumis au parti communiste soviétique, le seul autorisé. Lénine désigne le syndicat comme la « courroie de transmission » entre le parti et le peuple. Une relative marge de manœuvre exista, entre la révolution de février et le début des années 1930, sous l'URSS stalinienne. Après qu'une partie fut purgée dès la révolution d'octobre, les syndicats furent transformés en 1933 en organismes gouvernementaux. Les taux de syndicalisation sont écrasants (93 % en 1961) mais s'expliquent par le fait qu'une non-adhésion entraîne plusieurs inconvénients. Le dissident tchécoslovaque Thomas Lowit fit une thèse sur cette situation et la qualifie « d'absence de syndicalisme ». Une mission de l'OIT déclara de manière plus mesurée que les syndicats soviétiques sont totalement différents de ceux conçus habituellement dans le monde occidental. Les démocraties populaires du bloc de l'est imitèrent ce système. Les syndicats furent renforcés à partir des années 1980, au moment de la chute de l'empire soviétique,,.

## Syndicats sur le continent américain

### Canada
Le Canada étant un État fédéral, les relations de travail peuvent relever soit du Code du travail fédéral ou d'un code du travail d'une des provinces ou territoires. Mais selon la constitution, c'est majoritairement au niveau provincial que sont réglementées les relations de travail. Certaines centrales syndicales n'existent que dans une province ou ont une portée très limitée en dehors de leurs provinces d'origine, tandis que d'autres possèdent des assises dans l'ensemble du pays.
Contrairement au modèle français, pour qu'un syndicat puisse être reconnu, il doit recueillir l'appui d'au moins 50 % des salariés d'une unité d'accréditation. Une unité d'accréditation regroupe tous les salariés d'un employeur ou un groupe d'employés occupant un corps d'emploi pour un employeur. Dans une unité d'accréditation il n'existe pas de pluralisme syndical, sauf dans la construction et, dans une certaine mesure, chez les employés de la scène. Le syndicat ayant recueilli plus de 50 % des voix bénéficie du monopole de la représentation de tous les employés faisant partie de l'unité d'accréditation et tous les salariés ainsi représentés doivent cotiser à ce syndicat unique (formule Rand).
Le premier syndicat au Canada, l'Union des travailleurs des chantiers maritimes de Halifax, a été créé en 1816 et le premier syndicat au Québec, La Société amicale des charpentiers et menuisiers de Montréal, a été créé en 1818.
- Confédération des syndicats nationaux (CSN), Québec presque exclusivement.
  - Syndicat des travailleuses et travailleurs de la régie des installations olympiques (STTRIO), membre de la CSN.
- Centrale des syndicats démocratiques (CSD), Québec.
- Centrale des syndicats du Québec (CSQ), Québec.
- Fédération interprofessionnelle de la santé du Québec (FIQ) : regroupement des professionnelles en soins infirmiers et cardiorespiratoires du Québec.
- Fédération des travailleurs et travailleuses du Québec (FTQ), section québécoise du Congrès du travail du Canada.
  - Métallurgistes unis d'Amérique ou « Métallos », membre de la FTQ et de l'American Federation of Labour - Congress of Industrials Organisations (AFL-CIO).
  - International Brotherhood of Teamsters (IBT), É.-U., Canada.
  - Travailleurs canadiens de l'automobile (TCA).
  - Travailleurs et travailleuses unis de l'alimentation et du commerce (TUAC).
  - Alliance de la Fonction publique du Canada (AFPC).
- Syndicat de la fonction publique du Québec (SFPQ), un syndicat indépendant qui regroupe des fonctionnaires du gouvernement du Québec.
- Syndicat de professionnelles et professionnels du gouvernement du Québec (SPGQ), un syndicat indépendant.
- Union des artistes (UDA), Québec (ne constitue pas un syndicat relevant du Code du Travail).

### États-Unis
Le droit de se syndiquer existe depuis 1842 aux États-Unis. En 2002, le taux de syndicalisation était de 13,2 %. Le premier syndicat du pays fut l'Union nationale des typographes née en 1850. Le National Labor Union (NLU) fut l'une des premières confédérations du travail du pays ; fondée en 1866, elle fut dissoute en 1872, et remplacée par Les Chevaliers du travail (1869) qui réunissait quelque 750 000 membres en 1886.
Aujourd'hui, les principaux syndicats américains sont :
- American Federation of Labour - Congress of Industrials Organisations (AFL-CIO) ;
- Service Employees International Union (SEIU) ;
- National Education Association ;
- Industrial Workers of the World ;
- Transport Workers Union ;
- Union internationale des employés des services ;
- United Auto Workers ;
- United Mine Workers of America ;
- United Steelworkers ;
- International Brotherhood of Teamsters.

## Autres syndicats de salariés dans le monde
Quelques exemples :
- UGTT, Tunisie ;
- CGT-B, Burkina Faso ;
- UGTA, Algérie ;
- UMT, Maroc ;
- CDT, Maroc ;
- KSBSI, Indonésie ;
- KSPI, Indonésie ;
- KSPSI, Indonésie.